# Molières-sur-Cèze
Molières-sur-Cèze é uma comuna francesa na região administrativa de Occitânia, no departamento de Gard. Estende-se por uma área de 8,71 km². Em 2010 a comuna tinha 1 240 habitantes (densidade: 142,4 hab./km²).